# Henry Fielding
Henry Fielding (Sharpham Park pokraj Glastonburyja, Somerset, 22. travnja 1707. - Lisabon, 8. listopada 1754.), engleski pisac, satiričar i pravnik. Uz Samuela Richardsona i Daniela Defoea, smatra se utemeljiteljem romana u engleskoj književnosti. Najpoznatiji po komično-satiričnom romanu Tom Jones (1749),djelu svjetske književnosti, u kojem na više od 500 stranica daje uvjerljivu i dinamičnu sliku engleskog predindustrijskog društva sredine 18. stoljeća.

## Život i djelo
Potomak je obitelji siromašnih plemića, koji vuku podrijetlo od jedne grane Habsburgovaca. S nepunih 11 godina ostaje bez majke. Otac se ponovo ženi te ga šalju na koledž Eton, gdje uči klasike i razvija ljubav prema književnosti. Sa 17 godina napušta školovanje i četiri godine živi životom dokonog plemića. Planira bijeg i ženidbu s rođakinjom, bogatom nasljednicom, no bez uspjeha.. Nastavlja klasične studije u nizozemskom Leidenu. Nakon godinu i pol vraća se kući jer mu otac više ne može financijski pomagati.
Primoran zarađivati za život, počinje pisati drame te će ih do 1737. nastati oko 25. Uglavnom je riječ o farsama i satirama. U europskim razmjerima ostaje upamćena Tomo Palčić (Tom Thumb, 1730). Godine 1734. ženi Charlotte Craddock, po kojoj će kasnije oblikovati lik Sophie Western u Tomu Jonesu, i junakinju romana Amelia. U drami Povijesni registar za 1736. (The Historical Register for 1736) ismijava premijera Roberta Walpolea i dospijeva na metu cenzure. Okreće se pravu; u tri godine savladava građu za koju je potrebno šest ili sedam godina. Bavljenje pravom ne donosi mu značajniju financijsku sigurnost.

#### Rani romani
U romanu „Shamela“ koji 1941. izlazi pod pseudonimom Conny Keyber, Fielding parodira epistolarni roman Pamela Samuela Richardsona, koji se pojavio godinu ranije i stekao veliku popularnost. Pamela je čedna 15-godišnja služavka; odupire se svim pokušajima gospodara da je zavede te je on na kraju ženi. Za razliku od Richardsonove Pamele Andrews, Fieldingova Shamela Andrews je proračunata i hladnokrvna; koristi požudu svog bogatog gospodara kako bi ga namamila u brak. Premda nikad nije potvrdio da je autor, već je za njegovog života opće prihvaćeno da jest, što pokazuju i brojna stilska obilježja „Shamele“.
Pikarski roman Joseph Andrews, objavljen anonimno 1742., počinje kao burleskni nastavak Pamele, pisan u Cervantesovom stilu. Čedni sluga, Pamelin brat, odupire se pokušajima gospodarice da ga zavede te ga ona otpušta iz službe i stana. Razvojem radnje parodijska nakana pada u drugi plan, a oblikuje se remek-djelo ironije i kritika tadašnjeg društva, i to kroz lik župnika Abrahama Adamsa, koji će postati jedan od najpopularnijih komičnih likova u engleskoj književnosti. Adams je dobroćudni erudit, suputnik i prijatelj Josepha Andrewsa. Vjeruje u dobre namjere drugih ljudi, i premda je zbog toga često žrtva prevare, ne gubi svoju blagost, smisao za humor, ni uvjerenje u ljudsku dobrotu.
Prva supruga Charlotte Craddock, s kojom je imao petero djece, umire 1744. Fielding se 1747. ženi njenom služavkom Mary Daniel, što izaziva porugu tadašnjeg Londona; s Daniel će imati još petero djece.

#### Tom Jones
U veljači 1749. objavljuje opsežni komični roman Tom Jones, sa širokom galerijom likova, brzim i elegantnim dijalozima, i satiričkom obradom gotovo svih društvenih slojeva tadašnje Engleske. Opisuju ga kao bildungsroman i pikarski roman, u kojem je vidljiv utjecaj Cervantesa i francuskog pikarskog romana. Ostat će jedno od njegovih najpopularnijih djela, i ući u kanon svjetske književnosti. 
Protagonist Tom Jones je nahoče kojeg plemić Allworthy nalazi u svojoj sobi te ga prihvaća i odgaja u svom domu. Radnja se temelji na romantičnom zapletu, i pokriva širok spektar tema – borbu dobra i zla, sazrijevanje, put od nevinosti do iskustva. Zahvaća i glavna društvena zbivanja tog vremena (prijepori oko engleskog prijestolja, napetosti među anglikancima i katolicima i dr.) Na hrvatskom je dostupan od 2015., u prijevodu Damira Biličića. Tom Jones će utjecati na kasnije generacije romanopisaca u Engleskoj (Dickens, Thackery), ali i na Brechta i druge koji su oblikovali europsku književnost. U romanu se na jednom mjestu osvrće na Hrvate: "Brate, ti si savršeno pravi Hrvat; ali kao što i oni imaju svoju korist u vojsci carice-kraljice, tako i u tebi ima nešto dobro".
Krajem 1751. izlazi roman Amelia, tonom ozbiljniji i mirniji. Prati bračni život i nevolje protagonistice i njenog supruga, kapetana Williama Bootha. Studija je bračnog odnosa, u kojoj autor kroz lik Amelije slavi ženske vrline i inteligenciju.

#### Sudski angažman, suzbijanje kriminala
Fielding je bio istaknuta figura javnog života u Engleskoj. Uređivao je i pisao za nekoliko novina. Osim što je radio kao mirovni sudac (engl. magistrate, slično prekršajnom sucu), s polubratom Johnom Fieldingom je ojačao policijske snage koje je imao na raspolaganju u svom okrugu, i to osnivanjem agilnog odreda Bow Street Runners, koji se smatra prvim profesionalnim odredom policije u Londonu. Pri osnivanju 1749. odred je imao šest članova. 
Na poziv vlasti Fielding 1752. piše plan za suzbijanje kriminala na londonskim ulicama. Plan je prihvaćen, a on unatoč narušenom zdravlju revno sudjeluje i u njegovom provođenju. U teškom zdravstvenom stanju, odlazi na liječenje u Portugal, gdje je 1754. i preminuo. Sahranjen je na britanskom groblju u Lisabonu.

#### Nasljeđe i utjecaj
U Fieldingovom se stvaralaštvu i autorskom putu pokazuje slabljenje drame i uspon romana u 18. stoljeću. Walter Scott nazivao ga je ocem engleskog romana. Premda nije tvorac prvog romana u engleskoj književnosti, Fielding je razradio njegovu teoriju i utro put daljnjem razvoju sve do kraja 19. stoljeća. Mlađa sestra Sarah Fielding bila je zapažena književnica.

## Djela
- "Shamela"
- "Tom Jones"
- "Ljubav u nekoliko maski"
- "Joseph Andrews"
- "Amelia"
- "Dnevnik putovanja u Lisabon"
- "Nadridoktor"

## Vanjske poveznice
|  | Zajednički poslužitelj ima stranicu o temi Henry Fielding    |
|  | Zajednički poslužitelj ima još gradiva o temi Henry Fielding |